# Абэ, Синтаро
Синтаро Абэ (яп. 安倍 晋太郎 Абэ Синтаро, 29 апреля 1924, Yotsuya-ku — 15 мая 1991, Бункё) — политический деятель из префектуры Ямагути. Возглавлял Либерально-демократическую партию Японии (ЛДПЯ). Занимал пост министра иностранных дел в 1982—1986 годах.

## Детство и образование
Родился 29 апреля 1924 года в Токио. Вырос в родной префектуре Ямагути и был старшим сыном политика и члена парламента Кана Абэ. Его мать, Сидзуко Хондо, была внучкой генерала Осимы Ёсимасы.

## Карьера
После окончания старшей школы во время Второй мировой войны Абэ в 1944 году вступил в ряды добровольцев пилотов-камикадзе военно-морского авиационного училища. Война закончилась прежде, чем он смог пройти необходимую подготовку. В 1949 году, окончив юридический факультет Токийского университета, Синтаро Абэ начал свою карьеру в качестве политического репортера газеты Mainichi Shimbun. Он стал политиком в 1957 году, когда начал работать в качестве законодательного помощника тогдашнего премьер-министра Нобусукэ Киси. В 1958 году он занял место своего отца в Палате представителей.
Позже он возглавил Либерально-демократическую партию Японии, и фракцию внутри неё «Сэйва Сейсаку Кэнкюкай», бразды правления которой он принял от бывшего премьер-министра Такэо Фукуды в июле 1986 года, и занимал различные министерские и партийные посты, в том числе министра сельского хозяйства и лесного хозяйства и министра международной торговли и промышленности. 30 ноября 1981 года Абэ был назначен министром международной торговли и промышленности в кабинете премьер-министра Дзэнко Судзуки. В этот период он считался молодым лидером, подготовленным на пост будущего премьер-министра. В ноябре 1982 года он был назначен министром иностранных дел в кабинете тогдашнего премьер-министра Ясухиро Накасонэ, сменив на этом посту Есио Сакураути. Его срок полномочий продлился до 1986 года.

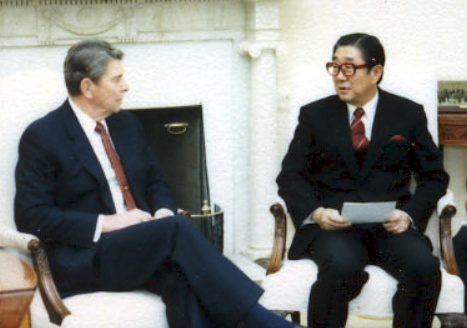
Абэ Синтаро встретился с Роналдом Рейганом в 1987

Абэ был главным претендентом на пост премьер-министра после Накасонэ Ясухиро в 1987 году, но уступил это место для Нобору Такэситы, главы мощной конкурирующей фракции. Затем, в 1987 году, он получил пост генерального секретаря партии. В 1988 году его шансы на ближайшее будущее стать премьер-министром снова были подорваны после того, как его имя стало ассоциироваться с инсайдерским скандалом вокруг акций «Рекрут-Космос», в результате которого кабинет Такэситы был вынужден уйти в отставку, хотя некоторые из его членов позже вернулись в политику. Этот скандал вынудил Абэ уйти с поста генерального секретаря партии в декабре 1988 года.

## Личная жизнь
В 1951 году Абэ женился на Ёко Киси, дочери премьер-министра Нобусукэ Киси. Его второй сын, Синдзо Абэ, дважды занимал пост премьер-министра — с 26 сентября 2006 года по 12 сентября 2007 года и с 26 декабря 2012 года по 16 сентября 2020 года. Его третий сын Нобуо Киси занимал пост министра обороны Японии (2020—2022).

## Смерть
Абэ был госпитализирован в январе 1991 года. Он умер от сердечной недостаточности в токийской Университетской больнице Дзюнтендо 15 мая 1991 года.

## Награды
- Орден Восходящего солнца вместе с Орденом Цветов павловнии